# 安达卢西亚 (阿拉巴马州)
安达魯西亚（英文：Andalusia），是美国阿拉巴马州下属的一座城市。面积约为19.66平方英里（约合50.91平方公里）。根据2010年美国人口普查，该市有人口9,015人，人口密度为458.64/平方英里（约合177.08/平方公里）。